# José Aparecido Hergesse
Mons. José Aparecido Hergesse, CR (Paranapanema, 15 de julho de 1957) é um sacerdote católico, nomeado  bispo auxiliar da Arquidiocese de Vitória. Renunciou ao episcopado, por motivos de saúde na família, aos 30 de maio de 2011.

Aos 4 de maio de 2011 foi nomeado pelo Papa Bento XVI como bispo-auxiliar da Arquidiocese de Vitória com a sede titular de Assava. Escolheu como lema de vida episcopal: Ut ministraret (Para servir).
Sua ordenação episcopal aconteceria no dia 25 de junho de 2011, mas por motivos de saúde de sua mãe, foi cancelada. Monsenhor Hergesse, aos 30 de maio de 2011, renunciou ao encargo de bispo e a sua nomeação para bispo auxiliar da Arquidiocese de Vitória.
Hoje, Monsenhor Hergesse atua como pároco da Paróquia Sagrado Coração de Jesus na cidade de Botucatu, que é sede da Arquidiocese de Botucatu, desde agosto de 2015, e age como coordenador arquidiocesano de pastoral.